# 高韵斐
高韵斐（1966年1月—），江苏海门人，男，汉族。中国传媒工作者、政治人物，现任中共上海市委宣传部副部长、上海市电影局局长。高韵斐是第九届上海市政协常委，第十、十一届上海市政协委员兼文史资料委员会副主任；曾任第九届全国青联委员，第八、九、十届上海市青联常委，第四届上海市新闻学会副会长，第四届上海电视艺术家协会副主席，第四、五届中国报业协会副会长。

## 生平
高韵斐1988年毕业于上海大学文学院社会学系，大学学历。2003年获中欧国际工商学院工商管理硕士学位。1988年7月参加工作，1985年6月加入中国共产党。
1988年7月起，先后任上海电视台电视剧制作中心干事、经济部助编、新闻中心采访部编辑、副组长、副主任，编辑部主任，台团委书记。1994年6月至1997年3月，策划主持并采访编辑上视8频道《新闻透视》栏目。1998年8月任上海电视台新闻中心副主任，之后调任中共上海市委宣传部新闻出版处副处长。2000年4月任上海有线电视台副台长，2001年8月任上海电视台副总编辑兼财经频道总监、党总支书记。2003年，任上海文广新闻传媒集团财经频道、频率改革领导小组组长，期间策划整合SMG财经内容产业资源，将上视财经频道、东广财经频率的呼号统一为“第一财经”，并筹组上海第一财经传媒有限公司，此后任上海文广新闻传媒集团广告经营中心主任、上海文广新闻传媒集团副总裁兼东方卫视董事长。
2009年任文汇新民联合报业集团副社长。2013年上海报业集团成立后，任党委副书记、总经理、副社长。2016年4月14日，任上海世纪出版集团党委书记、总裁。
2017年7月，再次回到广电系统任职，任中共上海广播电视台、上海文化广播影视集团有限公司委员会副书记、上海广播电视台台长、上海文化广播影视集团有限公司总裁。
2020年5月，任中共上海市委宣传部副部长；同年8月兼任上海市电影局局长。

## 奖项
其策划的连续报道《6000万元亏损为何无人知晓》获第五届中国新闻奖二等奖、中国电视新闻奖一等奖。1995年获“上海市新长征突击手”称号，1996年获“全国广播电影电视系统先进工作者”称号。获第二届全国“金话筒奖”最佳广播电视节目主持人评选银奖和“全国百优广播电视节目主持人”称号。